# 우므느고비주

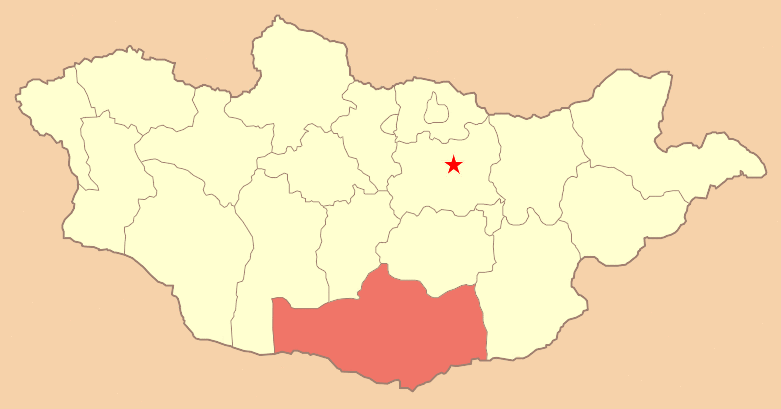
우므느고비 주의 위치

우므느고비주(몽골어: Өмнөговь)는 몽골 남부에 위치한 주로 주도는 달란자드가드이며 면적은 165,380.47km2, 인구는 61,314명(2011년 기준)이다. 주 이름은 몽골어로 "남(南)고비"를 뜻한다.